# Dénissa-Mossi
Ne doit pas être confondu avec Dénissa-Marka.
Dénissa-Mossi est une localité située dans le département de Dokuy de la province de la Kossi dans la région de la Boucle du Mouhoun au Burkina Faso.